# Єруткі
Єруткі (пол. Jerutki, нім. Klein Jerutten) — село в Польщі, у гміні Свентайно Щиценського повіту Вармінсько-Мазурського воєводства.
Населення — 390 осіб (2011).

## Демографія
Демографічна структура станом на 31 березня 2011 року:
|          | Загалом | Допрацездатний вік | Працездатний вік | Постпрацездатний вік |
| -------- | ------- | ------------------ | ---------------- | -------------------- |
| Чоловіки | 208     | 54                 | 143              | 11                   |
| Жінки    | 182     | 51                 | 109              | 22                   |
| Разом    | 390     | 105                | 252              | 33                   |